# Hindu Vaisnava Egyház
A Hindu Vaisnava Egyház  hitelve a vaisnavizmusra, a személyes egyistenhitre épül. Vaisnavának nevezik a Visnu-hívőket, Ráma, illetve Krisna híveit. A gyökereiben India a világ egyik legősibb kultúráját hordozza. 
A közösség anyatemploma az alföldi Nandafalva. 

## Nandafalva
1979-ben hozta létre néhány, az ősi hindu tanítások iránt elkötelezett fiatal a balástyai tanyavilágban a nandafalvi hindu közösséget. A Szvámi B.A. Narayan vezetésével kialakult közösség A.C. Bhaktivédánta Szvámi Prabhupáda tanítására alapozza életét. Nandafalva nevét az indiai szent helyről, Nandagramról kapta. Húsz év tevékenység eredményeképpen, 2000-ben nyitotta meg kapuit a hindu templom. Az alföldi tájba illeszkedő épület Szigeti Gyula műépítész tervének köszönhetően a magyar és hindu építészeti jegyek fúziója – alföldi épületeket idéző tornáca cseréppel díszített orisszai templomtornyot ölel körbe. Az Indiában még ma is élő tradicionális templomépítészet nem riad vissza a különböző tájegységek építészetének ötvözésétől. A templom tornyában lakó egymázsás harang a magyar hagyományt is követve naponta megszólal. 
Az alapító, Szvámi B.A. Narayan 1993-ban történt elhalálozása után, a közösség A.C. Bhaktivédánta Szvámi Prabhupád egy másik prominens tanítványát, B.A. Paramadvaiti Maharádzsot fogadta el lelki vezetőjeként. Bhakti Álóka Paramadvaiti Maharádzs, a három földrészen sok száz jóga-ásramot létrehozó világhírű tanítómester évente látogatja a közösséget.
Csongrád-Csanád vármegye szívében, Ópusztaszertől mindössze 18 kilométerre fekszik az alföldi hindu templom, mely a Balástya-Forráskút közt húzódó 5422-es útról (a két község közt majdnem félúton, néhány száz méterrel a Szatymazra vezető 5423-as út kiágazása után) északnyugat felé letérve érhető el. A templomot körbeölelő, vörös homokkőből faragott stációk kellemes sétára hívogatják a látogatót. A templom szentélyparkja a hindu panteon legfontosabb alakjait mutatja be. Egyik monumentális eleme a két tonnás, egy kőből kifaragott, két méter magas Alázat-oszlop.

## Külső hivatkozások
- Nandafalva honlapja
- Magyar Vaisnava Portál
- Vaisnava Világszövetség Archiválva 2006. április 22-i dátummal a Wayback Machine-ben
- Govindananda honlapja